# Sony SmartWatch

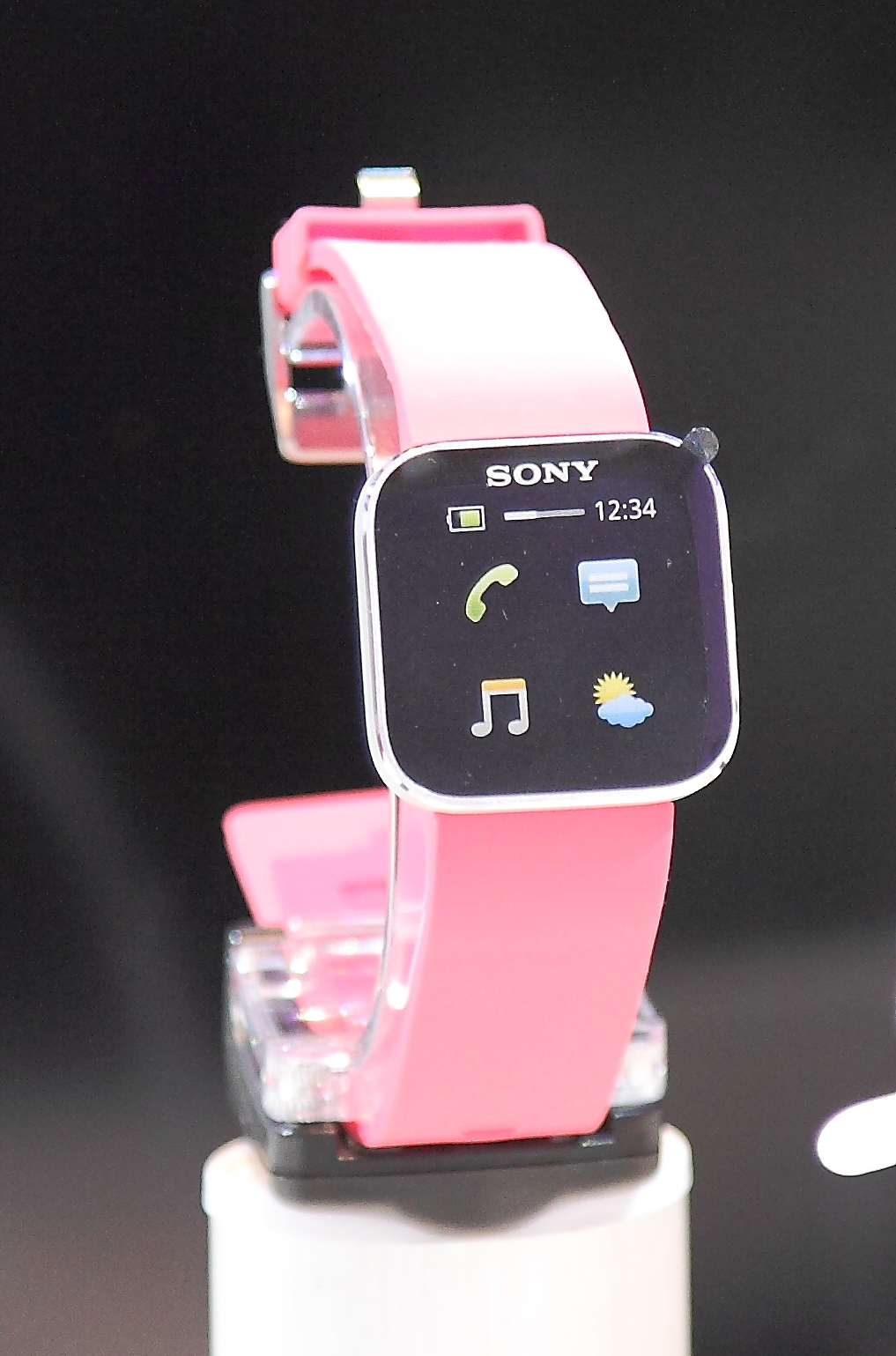
Оригінальний смарт-годинник Sony "MN2" 2012 року випуску

Sony SmartWatch — це лінійка розумних годинників, який продавався та вироблявся Sony Mobile з 2012 по 2016 рік протягом трьох поколінь. Вони підключаються до Android смартфонів і можуть показувати таку інформацію, як стрічку Twitter й SMS-повідомлення, серед іншого.

## Оригінальний пристрій

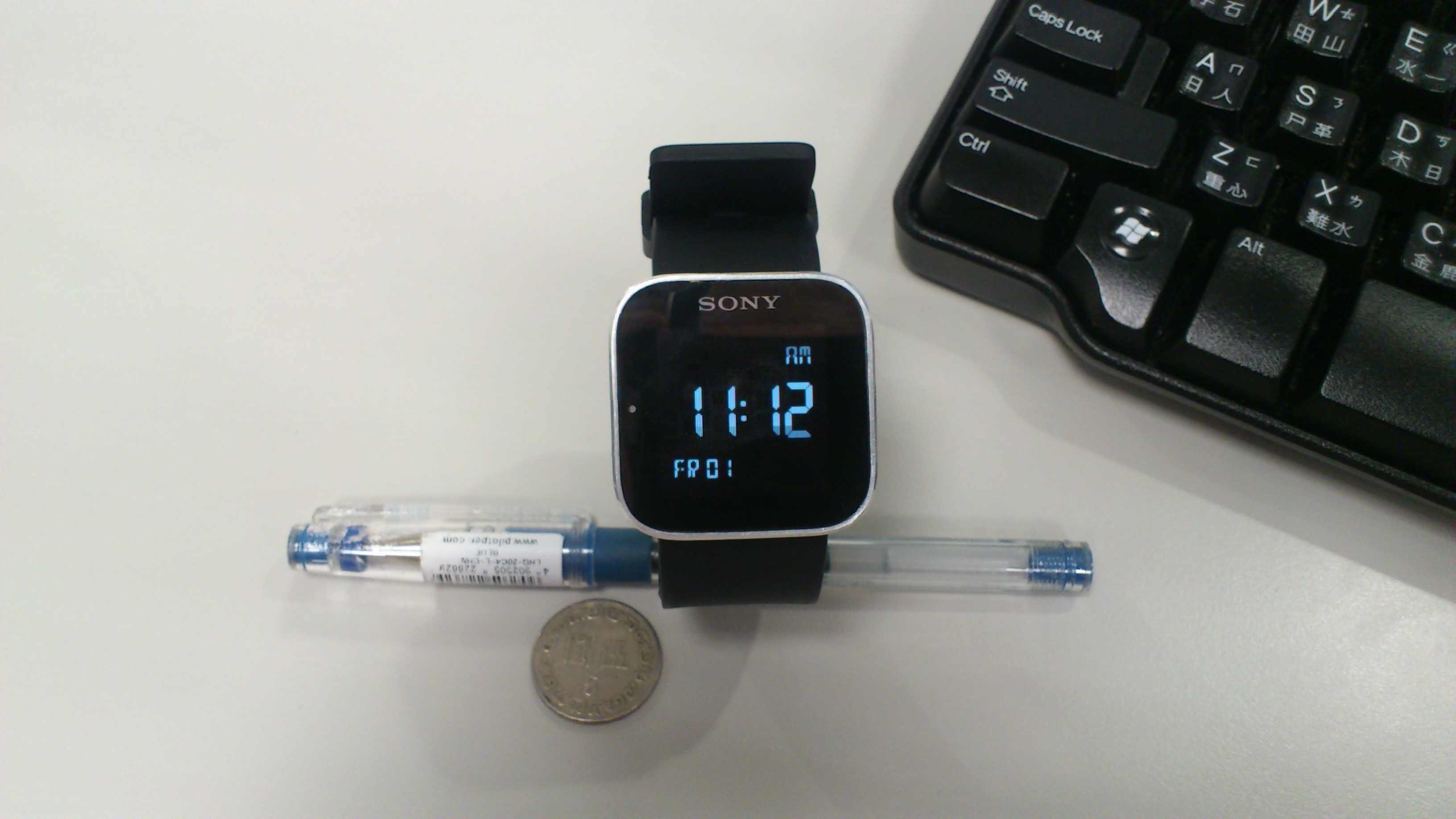

Оригінальний годинник Sony SmartWatch, модель MN2SW, постачався з гнучким силіконовим браслетом у кількох кольорах. Він був представлений на CES 2012 і випущений пізніше в березні 2012 року.

## Sony SmartWatch 2
Sony SmartWatch 2, модель SW2, був випущений наприкінці вересня 2013 року. SW2 підтримує роботу з будь-яким смартфоном Android 4.0 (і вище), на відміну від конкурентних розумних годинників Galaxy Gear від Samsung, які працюють лише з деякими власними телефонами Samsung Galaxy. Годинник має алюмінієвий корпус і поставляється з силіконовим або металевим браслетом, але його можна використовувати з будь-яким браслетом діаметром 24 мм. Він має висоту 42 міліметри, ширину 9 мм і товщину 41 мм, вагу 122,5 грами та трансфлективний РК-екран з роздільною здатністю 220x176. SW2 підключається до смартфона за допомогою Bluetooth і підтримує NFC для легкого створення пари. Він має рейтинг IP57, тому його можна занурювати у воду на глибину до метра на 30 хвилин і захищений від пилу.

## Sony SmartWatch 3

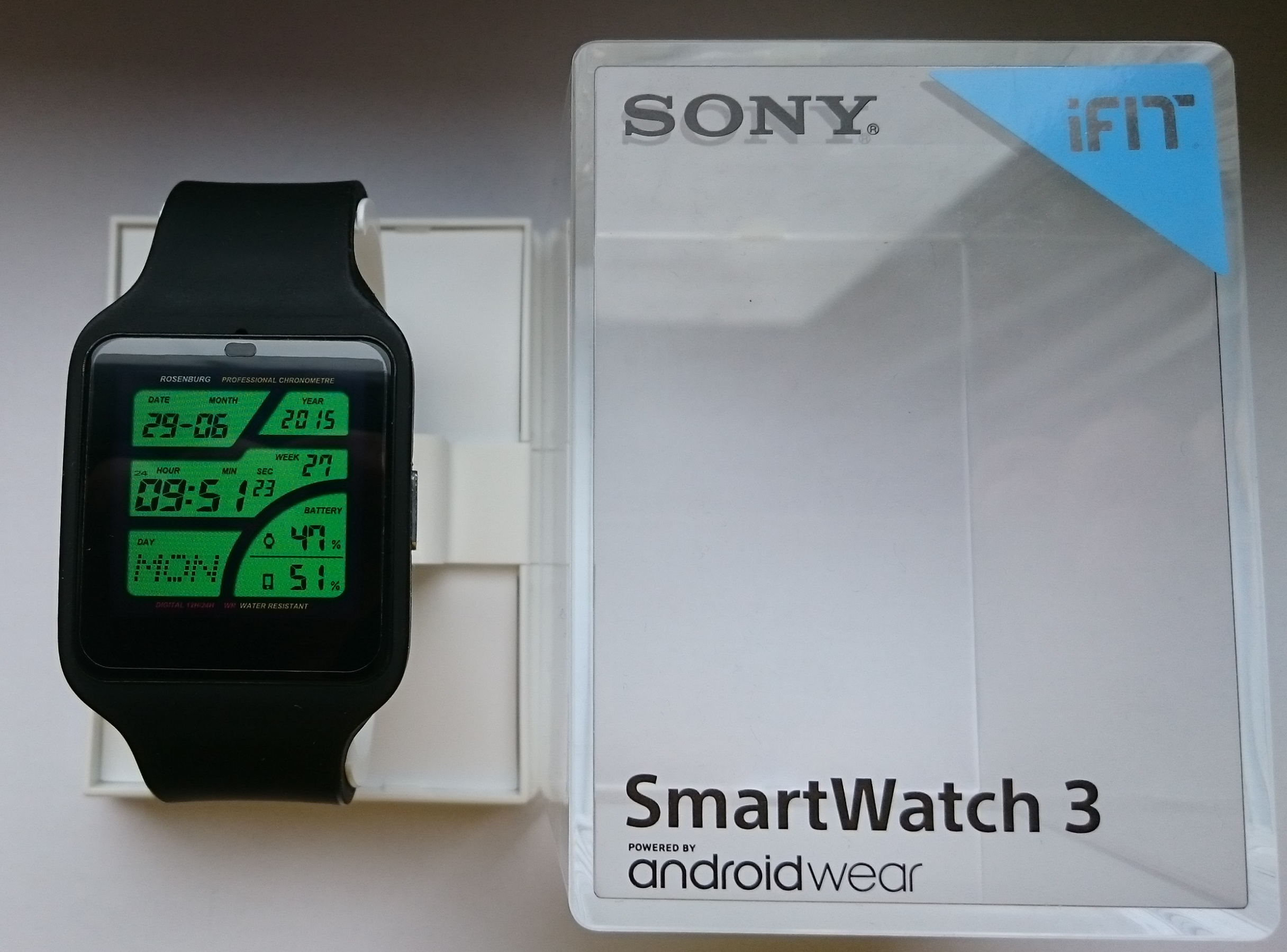
SmartWatch 3

На виставці IFA 2014 компанія анонсувала Sony Smartwatch 3. Процесор був замінений з ARM Cortex-M MCU попередніх поколінь на ЦП ARM Cortex-A.
Як зазначає ABI Research, «SmartWatch 3 має багато нових функцій, таких як водонепроникність (з рейтингом IP68, а не тільки стійкість), покращений стиль, перехід на Android Wear та впровадження нової платформи для носіння від Broadcom... [Це] заснована на платформі системи на чипі (SoC) Broadcom, яка включає чотириядерний процесор ARM Cortex-A7 з частотою 1,2 ГГц (BCM23550), покращений GPS і SoC для обробки датчиків зовнішнього освітлення (BCM47531), здатний одночасно відстежувати п'ять супутникових систем (GPS), ГЛОНАСС, QZSS, SBAS і BeiDou), на момент виходу популярний чип, має можливість підключення через Wi-Fi 802.11n/BT/NFC/FM (BCM43341) і високоінтегрована мікросхема керування живленням (BCM59054).»
Кілька програм можуть використовувати GPS Smartwatch 3, зокрема:
- Google MyTracks (від 2014, Грудень)
- RunKeeper (від 2014, Грудень)
- Endomondo (від 2015, Березень)
- iFit
- Ghostracer (можна вивантажити на Strava)
- Strava (Бета)
- Rambler

Годинник також може відстежувати плавання за допомогою swim.com і розмахи в гольфі за допомогою vimoGolf.
Sony SmartWatch 3 не оновили до версії Android Wear 2.0.

## Порівняння моделей
| Модель                    | Дата випуску  | ЦП                                                    | З'єднання                    | Дисплей                                                | ОС               | Пам'ять               | Місткість батареї                     | Розміри                | Вага                                             |
| ------------------------- | ------------- | ----------------------------------------------------- | ---------------------------- | ------------------------------------------------------ | ---------------- | --------------------- | ------------------------------------- | ---------------------- | ------------------------------------------------ |
| Sony SmartWatch (MN2)     | Березень 2012 |                                                       | Bluetooth 3.0                | 1.3” OLED 128 x 128 пікселів 65 000 (16-бітні) кольори | Micrium uC/OS-II |                       | 472 мА·год (46 мм) 270 мА·год (42 мм) | 36 мм В 36 мм Ш 8 мм Т | 15,5 г основний блок 26 г ремінець для годинника |
| Sony SmartWatch (SW2)     | Вересень 2013 | 1.2 ГГц чотириядерний ARM A7                          | Bluetooth 3.0, NFC           | 1.6", 220x176                                          | Android Wear     | 4 ГБ (2 і 3)          | 340 мА·год                            | 42 x 9 x 41 мм         | 122,5 г                                          |
| Sony SmartWatch 3 (SWR50) | Листопад 2014 | Broadcom 1,2 ГГц чотириядерний процесор ARM Cortex-A7 | Bluetooth 4.0 LE, NFC, Wi-Fi |                                                        | Android Wear     | eMMC 4 ГБ, 512 МБ ОЗП | 247 мА·год (30 мм) 36 мА·год (34 мм)  |                        |                                                  |